# Neafrapus
Neafrapus là một chi chim trong họ Apodidae.

## Các loài
- Neafrapus cassini
- Neafrapus boehmi